# Массовые задержания во время войны в Газе (2023)
Массовые задержания, проводимые Израилем во время войны в Газе после вторжения ХАМАС в Израиль 7 октября 2023 года, использовались им в качестве меры обеспечения национальной безопасности. Задержания были преимущественно направлены на палестинских рабочих из сектора Газа (4—5 тыс.), по большей части вскоре возвращённых обратно в сектор. В меньших масштабах задерживались палестинские арабы Иудеи и Самарии (Западного берега реки Иордан), подозреваемые в террористической деятельности (2,1—3,2 тыс.). Третьей и гораздо меньшей группой задержанных (около 270 человек) стали те израильские арабы, чья деятельность в социальных сетях была воспринята правоохранительными органами Израиля как поддержка или подстрекательство к терроризму.

## Предыстория
В ходе палестино-израильского конфликта, Израиль принял решение об одностороннем выводе войск и поселений из сектора Газа, осуществлённом в 2005 году, но не приведшем к деэскалации конфликта. На выборах в Палестинский законодательный совет в 2006 г. победила исламистская группировка ХАМАС; вскоре она полностью захватила власть в секторе Газа в ходе боёв в июне 2007 года. Местные государственные учреждения Палестинской национальной администрации и её структуры безопасности, вместе с их вооружениями, как и весь сектор в целом, перешли под полный контроль ХАМАСа, значитетельно усилившего ракетные и миномётные обстрелы Израиля, а также другие формы палестинского терроризма.
С конца 2007 года Израиль и Египет начали частичную блокаду сектора Газа, введя запрет на поставку стройматериалов, поскольку они использовались группировками ХАМАС и Палестинский исламский джихад в строительстве «туннелей террора» и пусковых шахт ракет «Кассам». Были также запрещены к ввозу материалы двойного назначения, которые можно использовать для изготовления оружия и взрывных устройств. Разрешённая Израилем зона рыболовства для рыбаков из сектора Газа была ограничена в связи с тем, что ХАМАС систематически использовал рыбацкие лодки для контрабанды оружия.
Вместе с тем Израиль поставлял в сектор электроэнергию, водопроводную воду, газ и нефть, и ежедневно пропускал около 250 грузовиков с товарами и гуманитарной помощью через КПП Керем Шалом. Часть жителей сектора Газа имели лицензии на работу в Израиле, в основном в сфере сельского хозяйства и строительства; их количество на начало октября 2023 года достигало 18 500 человек. Периодически, в ответ на ракетные обстрелы из сектора Газа и другие теракты, Израиль сокращал для сектора зону рыболовства и количество лицензий на работу, а также поставки электроэнергии и бензина. Израиль и Египет также иногда ограничивали количество открытых КПП и список разрешённых к провозу товаров. Конфликт ХАМАСа с Израилем продолжался в режиме низкой интенсивности, периодически прерываемом крупными терактами ХАМАС и ответными операциями Израиля. Стороны периодически вели непрямые переговоры и договаривались о прекращении огня при посредничестве Египта.
Этот режим сосуществования закончился со вторжением в Израиль из сектора Газа 7 октября 2023 года, в ходе которого около 1200 израильтян были убиты и ещё около 242 были взяты в заложники; помимо массовых убийств гражданских лиц Израиля, имели место множественные случаи сексуального насилия в отношении израильских женщин и девочек. Израиль, в свою очередь, объявил военное положение и начал ответную военную операцию «Железные мечи».

## Задержания

### Отзыв лицензий, аресты и депортация жителей сектора Газа
Среди участников вторжения ХАМАСа в Израиль 7 октября были замечены обладатели лицензий на работу в Израиле. Кроме того, обширная развединформация, которой обладал ХАМАС при подготовке и реализации вторжения, была получена в первую очередь от рабочих из Газы, много лет работавших в приграничных кибуцах и знавших в них каждую семью.
В этой связи, следуя общему решению полностью прекратить контакты с сектором, с началом войны Израиль аннулировал лицензии на работу, ранее выданные палестинским рабочим из сектора Газа, и превентивно арестовал их. Количество задержанных рабочих министр труда Палестинской национальной администрации (ПНА) приблизительно оценил в 4500 человек, Международная организация труда — в диапазоне от 4 до 5 тысяч. Они содержались в следственном изоляторе в лагере Анатот и тюрьме «Офер», после чего 3 ноября Израиль приступил к возврату нескольких тысяч из них в сектор Газа. 28 ноября были дополнительно высланы ещё 300 жителей сектора.

### Аресты в Иудее и Самарии (Западный берег Иордана)
После вторжения ХАМАС и начала войны в Газе количество арестов палестинских арабов в Иудее и Самарии (Западный берег Иордана) существенно возросло. По заявлению ПНА, с 7 по 30 октября было арестовано около 1700 человек; Израиль официально заявил об аресте за этот период 1070 «разыскиваемых лиц», преимущественно связанных с ХАМАС и другими группировками. 27 ноября Аль-Джазира, со ссылкой на данные Палестинской комиссии по делам задержанных и бывших заключенных, заявила уже о 3200 арестованных. В свою очередь, ЦАХАЛ 30 ноября заявил о 2100 арестованных в регионе с начала войны по подозрению в терроризме, 1100 из которых оказались членами ХАМАС.

### Задержания израильских арабов за поддержку терроризма
Израильская пропалестинская НКО «Адалах» заявила, что не менее 270 израильских арабов арестовывались за действия в соцсетях, воспринятые правоохранительными органами Израиля как поддержка терроризма, отметив, что количество арестов и вызовов на допрос с начала войны превысило аналогичные показатели предыдущих 20-ти лет за такой же отрезок времени.
После пресечения несанкционированного митинга в поддержку Газы в Хайфе Генеральный инспектор полиции Израиля Коби Шабтай обратился к израильским арабам: «Кто хочет быть гражданином Израиля, добро пожаловать <…> Все, кто хочет отождествить себя с Газой <…> я посажу их на автобусы, которые отправят их туда». По данным израильской полиции, с начала войны, по состоянию на 18 октября, в Израиле по подозрению в поддержке или подстрекательстве к террору были арестованы 63 человека.

## Реакции
Совет по правам человека ООН выразил «серьёзную озабоченность» возросшим количеством арестов со стороны Израиля; представитель России в ООН Василий Небензя осудил «произвольные аресты».